# Stalin e Vorochilov no Kremlin
Stalin e Vorochilov no Kremlin ( em russo:  И. В. Сталин и К. Е. Ворошилов в Кремле) é uma pintura criada pelo artista soviético Alexander Gerasimov, em 1938. Representa os antigos líderes da União Soviética Josef Stalin e Kliment Vorochilov caminhando perto do Kremlin de Moscou. Desde 1941 o quadro está na Galeria Tretyakov, em Moscou.
No período estalinista, réplicas dessa obra foram muito difundidas, pois as cópias eram feitas para instituições governamentais. Jan Plamper, um professor alemão de história russa, chamou o quadro de um grande exemplo do realismo socialista e do culto da personalidade na arte.